# Sukawana (Curug)
Sukawana is een bestuurslaag in het regentschap Serang van de provincie Banten, Indonesië. Sukawana telt 3781 inwoners (volkstelling 2010).